# 小日山功
小日山 功（こひやま いさお、1964年12月16日 - ）は、日本の実業家。三井情報株式会社元代表取締役社長。現 三井物産株式会社 執行役員 ICT事業本部長。

## 人物・経歴
1983年國學院大學久我山高等学校卒業。1987年東京工業大学理学部情報科学科卒業。1989年東京工業大学大学院総合理工学研究科システム科学専攻修了、三井物産入社。2007年ハーバード大学ハーバード・ビジネス・スクール修了。芝浦メカトロニクス営業部長、三井物産エレクトロニクス事業部装置事業室長、インド三井物産情報産業部長等を経て、2016年三井情報に出向し、取締役副社長技術管掌。2017年から三井情報代表取締役社長を務め、デジタルトランスフォーメーションの急速な進展への対応のため企業変革を進めた。
三井情報社長退任に伴い、同社出向も解消されて三井物産執行役員ICT事業本部長を務めている。